# Górniki (Bytom)
Górniki (deutsch: Friedrichswille) ist ein Stadtteil von Bytom (Beuthen) in Oberschlesien. 1975 erfolgte die Eingemeindung in die Stadt Bytom.

## Geschichte

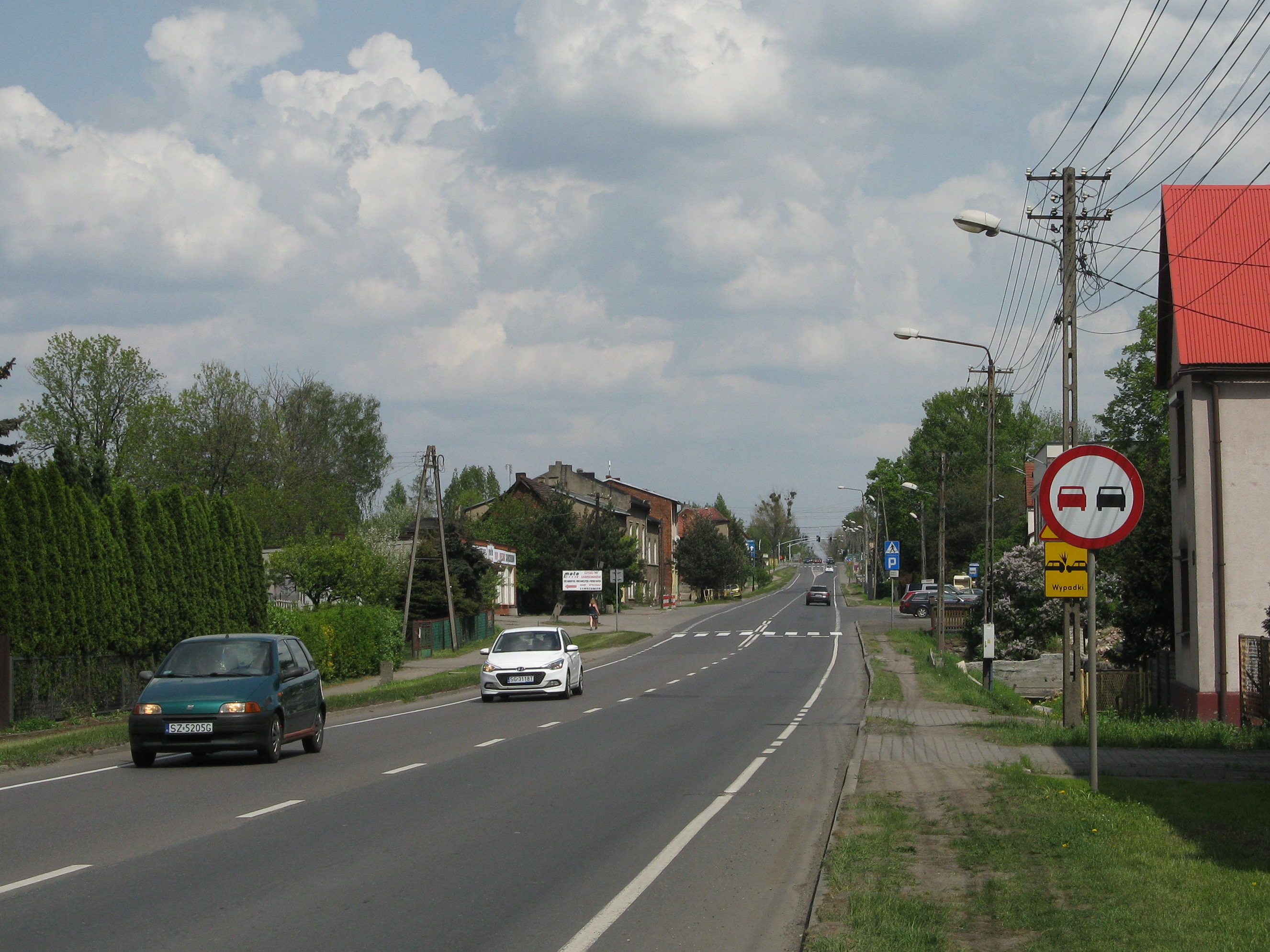
Ortsbild

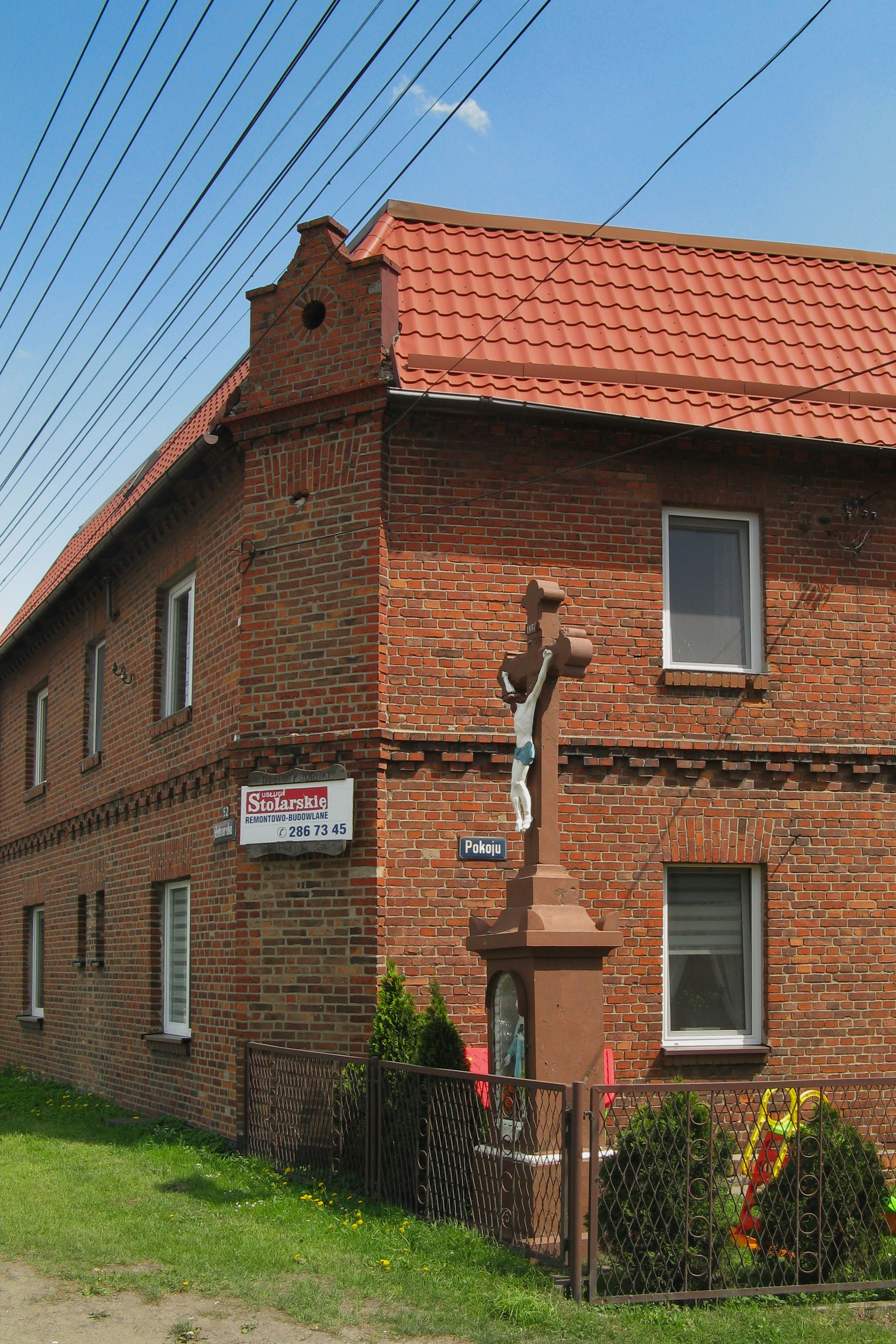
Wegkreuz

Friedrichswille entstand von 1781 bis 1782 und wurde als Kolonie von Stollarzowitz gegründet. Sie diente als Wohnsiedlung für die Arbeiter der umliegenden Bergwerke. Der neben Friedrichswille entstandene Wohnplatz Gorniken wurde 1887 in die Gemeinde Friedrichswille eingemeindet. Der Ort lag im Landkreis Tarnowitz. 1865 hatte Friedrichswille 50 Häusler und eine Galmeigrube. Die Einwohner lebten vom Bergbau als Haupterwerbszweig.
Bei der Volksabstimmung in Oberschlesien am 20. März 1921 stimmten im Ort 58 Wahlberechtigte für einen Verbleib bei Deutschland und 485 für eine Zugehörigkeit zu Polen. Friedrichswille verblieb nach der Teilung Oberschlesiens 1922 beim Deutschen Reich. 1931 wurde die Kameradschafts-Siedlung Friedrichswille-Stollarzowitz gegründet. Die Einwohnerzahl stieg bis 1939 auf 2058. Bis 1945 gehörte der Ort zum Landkreis Beuthen.
1945 kam der bis dahin deutsche Ort unter polnische Verwaltung und wurde ins polnische Górniki umbenannt und der Woiwodschaft Schlesien angeschlossen. Ab 1945 gehörte der Ort zum Powiat Bytomski. 1950 kam der Ort zur Woiwodschaft Kattowitz und 1951 zum Powiat Tarnogórski. 1975 erfolgte die Eingemeindung in die Stadt Bytom. Seit 2012 zählt Górniki als eigener Stadtbezirk.

## Sehenswürdigkeiten und Bauwerke
- Wegkreuz aus Stein mit zwei Figuren